# Aconogonon tripterocarpum
Aconogonon tripterocarpum är en slideväxtart som först beskrevs av Asa Gray, och fick sitt nu gällande namn av Kanesuke Hara. Aconogonon tripterocarpum ingår i släktet sliden, och familjen slideväxter. Inga underarter finns listade i Catalogue of Life.